# Бурково (Ленинградская область)
Бурково — деревня в Большедворском сельском поселении Бокситогорского района Ленинградской области.

## История
Деревня Буркова, состоящая из 20 крестьянских дворов, упоминается на специальной карте западной части России Ф. Ф. Шуберта 1844 года.

БУРКОВО — деревня Астрачского общества, прихода Тихвинского Введенского монастыря.  

Крестьянских дворов — 19. Строений — 32, в том числе жилых — 24. 

Число жителей по семейным спискам 1879 г.: 55 м. п., 60 ж. п.; по приходским сведениям 1879 г.: 46 м. п., 44 ж. п.

В конце XIX века — начале XX века деревня административно относилась к Большедворской волости 3-го земского участка 1-го стана Тихвинского уезда Новгородской губернии.
В начале XX века в деревне находился жальник.

БУРКОВО — деревня Астрачского общества, дворов — 17, жилых домов — 24, число жителей: 49 м. п., 43 ж. п.
 
Занятия жителей — земледелие, отхожие заработки. Река Тихвинка. (1910 год)

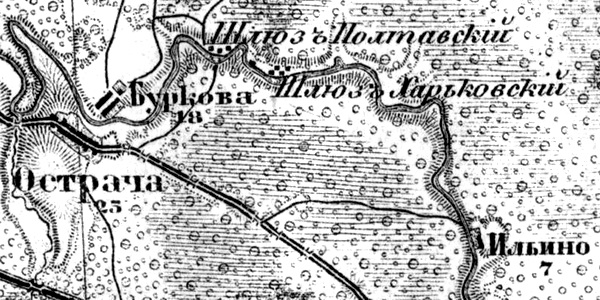
Деревня Бурково на карте 1913 года

Согласно карте Новгородской губернии 1913 года, деревня называлась Буркова и насчитывала 18 крестьянских дворов.
По данным 1933 года деревня Бурково входила в состав Галичского сельсовета Тихвинского района.
По данным 1966 и 1973 годов деревня Бурково входила в состав Галичского сельсовета Бокситогорского района.
По данным 1990 года деревня Бурково входила в состав Большедворского сельсовета.
В 1997 году в деревне Бурково Большедворской волости проживали 4 человека, в 2002 году — также 4 человека (русские — 75 %).
В 2007 году в деревне Бурково Большедворского СП проживал 1 человек, в 2010 году — 7.

## География
Находится в северо-западной части района к северу от автодороги А114 (Новая Ладога — Вологда).
Расстояние до административного центра поселения — 19 км.
Ближайшая железнодорожная станция — Астрачи, на линии Санкт-Петербург — Вологда. 
Деревня находится на правом берегу реки Тихвинка.

## Демография
| 1997 | 2002 | 2007 | 2010 | 2017 |
| ---- | ---- | ---- | ---- | ---- |
| 4    | →4   | ↘1   | ↗7   | ↘3   |